# Júlio César (football, 1982)
Pour les articles homonymes, voir Júlio César et César.
Júlio César Coelho de Moraes Júnior, plus connu sous le nom de Júlio César, est un footballeur brésilien né le 15 juin 1982 à São Paulo, au Brésil. Il joue au poste de défenseur latéral gauche.

## Biographie
Júlio César dispute 5 matchs en Copa Libertadores lors de l'année 2011 avec le club de Fluminense.

## Palmarès
- Champion du Brésil en 2010 avec Fluminense
- Vainqueur de la Coupe Guanabara en 2004 avec Flamengo
- Vainqueur du Championnat de Rio de Janeiro en 2004 avec Flamengo
- Vainqueur du Championnat du Minas Gerais en 2006 avec Cruzeiro
- Vainqueur du Championnat du Goiás en 2009 avec le Goiás Esporte Clube
- Élu meilleur latéral du championnat du Brésil en 2009